# Phare de la Caravelle
Le phare de la Caravelle est un phare situé pointe de la Caravelle, dans la commune de La Trinité sur la côte est de la Martinique. Il se situe au bout de la presqu'île de la Caravelle, désormais réserve naturelle dépendant du parc naturel régional de la Martinique. Construit au sommet d'un pic basaltique, il culmine à 162,55 m au dessus de la mer, ce qui en fait le plus haut phare de France malgré sa taille modeste.
Il est mis en service en 1862 et n’est plus gardé depuis son automatisation en 1970.

## Historique
Le phare est construit de 1860 à 1861 sous Napoléon III.
De 1862 jusqu'en 1970, il fonctionne à la vapeur de pétrole. En 1970, le phare fonctionne au gaz puis, de 1982 à 1992, il est alimenté en électricité grâce à l'énergie éolienne. En 1992, un groupe électrogène est installé puis, en 1996, des panneaux solaires le remplacent pour assurer le fonctionnement de la lanterne et de la station météorologique.
L'histoire des premiers gardiens du phare est racontée dans l'ancienne maison dans laquelle ils logeaient en contrebas ; ceux-ci travaillaient par équipe de deux et restaient isolés du reste du monde pendant six jours pour trois jours de repos. On trouve également des informations sur le fonctionnement du phare.
Le phare est automatisé depuis 1970, sous le contrôle du service des phares et balises de Fort-de-France.
Il est inscrit monument historique par arrêté du 16 décembre 2013,.

## Description

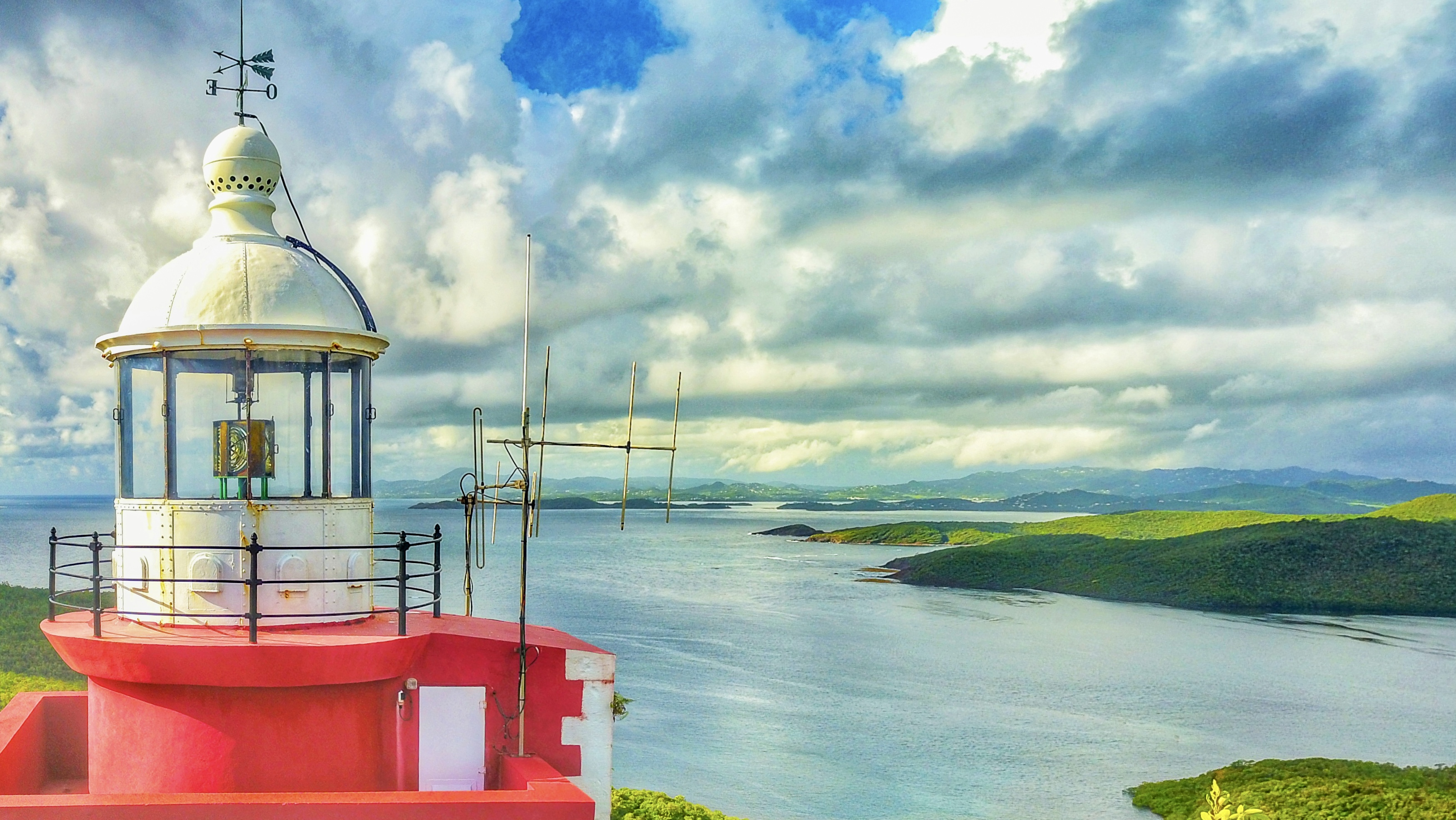
La lanterne du phare sur la presqu'île de la Caravelle.

C'est une petite tourelle carrée en pierre et moellon peinte en rouge brique supportant une lanterne blanche. « La combinaison de la pierre de taille traditionnelle et de la structure métallique lui confère une place unique parmi les phares de Martinique. »
Il est le plus ancien des quatre phares encore en activité à la Martinique. 
Il se trouve à proximité des ruines du château Dubuc, sur le plus haut sommet de la presqu’île de la Caravelle. On trouve d'ailleurs à une quinzaine de mètres au nord-ouest du phare une table d'orientation permettant d'admirer un panorama à 360° : les deux baies (du Trésor et du Galion), le village de Tartane, une grande partie de la réserve naturelle de La Caravelle et une vue globale sur l'ensemble de l'île. Par beau temps, il est même possible d'apercevoir la Dominique.

## Le phare dans les arts
En 2019, La Poste a émis un carnet de douze timbres à validité permanente intitulé « Repères de nos côtes » dans lequel figure le phare de la Caravelle.